# 28729 Муавр
28729 Муавр (28729 Moivre) — астероїд головного поясу, відкритий 11 квітня 2000 року.
Тіссеранів параметр щодо Юпітера — 3,622.